# زبان سب سلیر
زبان سلیری یک زبان هندی‌تبار است که در  برخی از روستاهای فیروزکوه در استان تهران بدان گفتگو می‌کنند. زبان سلیری از مازندرانی تأثیرات بسیاری پذیرفته‌است، گرچه هسته واژگان هندی خود را حفظ کرده‌است.این زبان به‌طور عمده بین مسگرها رایج بوده. به افراد آشنا( اهالی روستا و روستاهایی که این زبان را بلد هستند، سلیر گفته می‌شود و  غریبه ها سب نامیده می‌شوند).